# Hohlraumboden

Fest gegossener Anhydrit-Hohlraumboden mit Revisionsöffnungen im Rohbau

Lokale Doppelbodentrasse in einem Bürohaus ohne Fußbodenbelag

Als Hohlraumboden (auch: Hohlboden) bezeichnet man eine Systembodenbauart mit flächiger Tragschicht, die auf speziellen Unterkonstruktionen gelagert wird, um einen Hohlraum zwischen der Tragschicht und der Rohdecke zur Durchführung von Installationen für Telekommunikation, Elektroanschlüsse, Heizung, Lüftung usw. zu bilden. Die Tragschicht besteht häufig aus gegossenem Estrichmörtel auf einer dünnen bauteilintegrierten Schalung. Die bauteilintegrierte Schalung besteht in der Regel aus Holz, Gipsfaserplatten, Zementfaserplatten oder speziellen Gipskartonplatten. Diese Schalungsplatten liegen auf Stützen aus Metall oder mineralischen Werkstoffen auf. Eine Variante ist der sogenannte Trockenhohlboden mit Tragschichten aus Plattenwerkstoffen.
Im Rohbau bereits eingearbeitete Revisionsöffnungen ermöglichen jederzeit den Zugang. Hierbei sind Erweiterungen, Änderungen oder auch Stilllegungen ohne größeren Aufwand dauerhaft möglich. Die dann später eingearbeiteten Deckel der ELT-Bodentanks sind trittfest sowie klappbar und haben entsprechende Öffnungen, so dass mit dem in die Deckel eingearbeiteten Bodenbelag mit geringster optischer Sichtbarkeit sämtliche Kabel und Zuleitungen an den entsprechenden Stellen, auch mitten im Raum, zur Verfügung stehen.
Der ganzflächige Doppelboden ist ähnlich, hat aber keine flächige Tragschicht, sondern besteht aus auf jeweils mehreren höhenverstellbaren Metallstützen liegenden und einzeln herausnehmbaren Platten, welche jede Stelle des Raumes unterhalb des Doppelbodens nach Aufnahme der gewünschten Flächen zugänglich machen. Diese Unterböden bedingen jedoch leicht aufnehmbare Bodenbeläge, also nur mittels einer Fixierung haftende Nutzböden oder Bodenbeläge in Fliesenform.
Davon zu unterscheiden sind in ansonsten vollflächig fest eingebrachten Estrichböden lokale Doppelbodentrassen, die meistens die gesamte Etage des Gebäudes (entweder in den Fluren oder auch in den Räumen) durchziehen und aus ebenfalls einzeln herausnehmbaren Platten aus den unterschiedlichsten Materialien bestehen. Vorteilhaft gegenüber kompletten Hohlraumböden sind diese Bodenkonstruktionen in Bezug auf niedrigere Kosten während des Baues bei gleichzeitiger Nachrüstbarkeit während der späteren Nutzung. Nachteilig wirkt sich hier allerdings eine Nachrüstung insofern aus, dass die Möglichkeiten aufgrund der einmal für immer festgelegten Trasse begrenzt sind. Außerdem muss bei Erweiterungen und/oder Umrüstungen oftmals der fest eingebrachte Bodenbelag ausgetauscht oder zumindest im Bereich der Trasse repariert werden.
Die Leistungsnachweise für diese Böden erfolgen nach EN 13213.